# Bellu temető

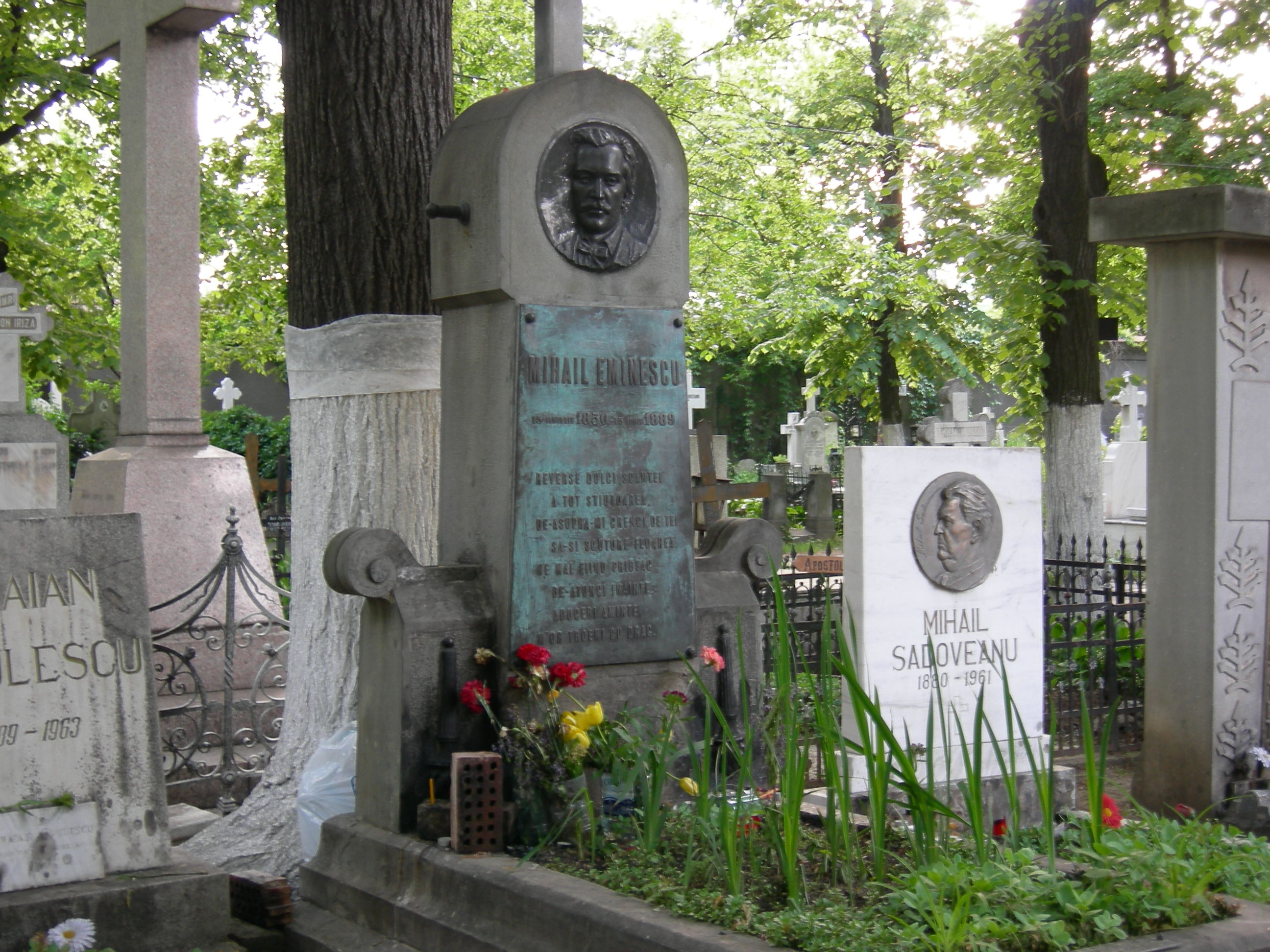
Mihai Eminescu sírja

A bukaresti Bellu temető Románia leghíresebb temetője, amely 1858-ban nyílt meg. A temetőt a telket adományozó Barbu Bellu kultusz- és igazságügy-miniszterről nevezték el. A román kultúra nagyjai közül számosan nyugszanak itt:
- George Bacovia, költő
- Ion Barbu, költő, matematikus
- Grigore Vasiliu Birlic, színész
- Constantin Cândea, kémikus
- Gheorghe Grigore Cantacuzino politikus, jogász
- Ion Luca Caragiale, író
- Toma Caragiu, színész
- George Coșbuc, költő
- Anghel Demetriescu, író
- Mihai Eminescu, költő
- Eugen Filotti
- Emil Gârleanu, író
- Nicolae Iorga, történész
- Panait Istrati, író
- Ștefan Octavian Iosif, költő
- Nicolae Labiș, költő
- Alexandru Macedonski, költő
- Lia Manoliu, olimpiai bajnok atléta
- Méliusz József, író
- Ion Minulescu, író
- Vlad Mugur, rendező
- Hortensia Papadat-Bengescu, író
- Amza Pellea, színész
- Camil Petrescu, író
- Cezar Petrescu, író
- Marin Preda, író
- Liviu Rebreanu, író
- Ion Marin Sadoveanu, író
- Mihail Sadoveanu, író
- Nichita Stănescu, költő
- Maria Tănase, népdalénekesnő
- Ionel Teodoreanu, író
- Elena Văcărescu költő, író
- Aurel Vlaicu, mérnök, a repülés úttörője
- Traian Vuia, mérnök, a repülés úttörője

## Képgaléria

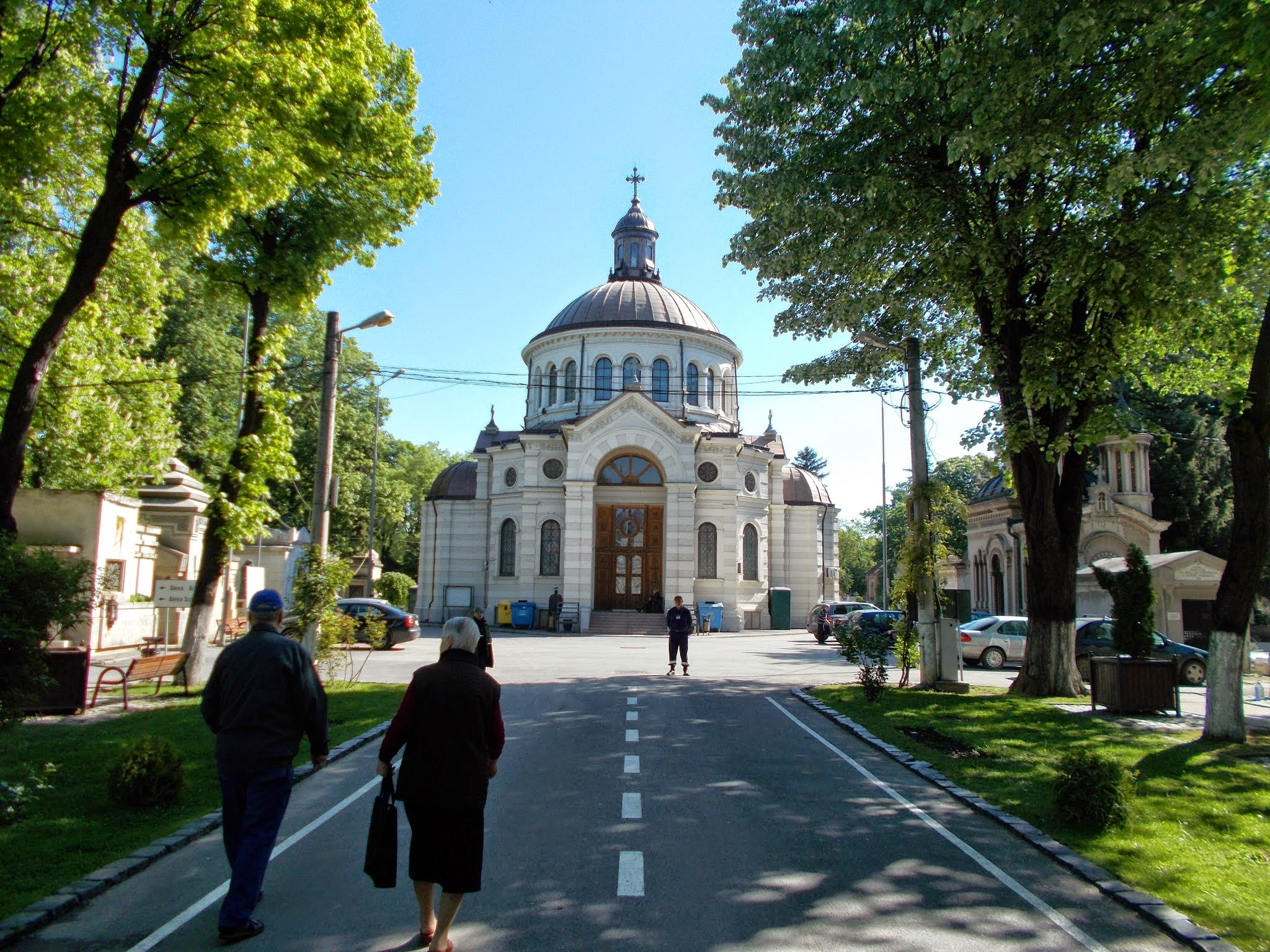
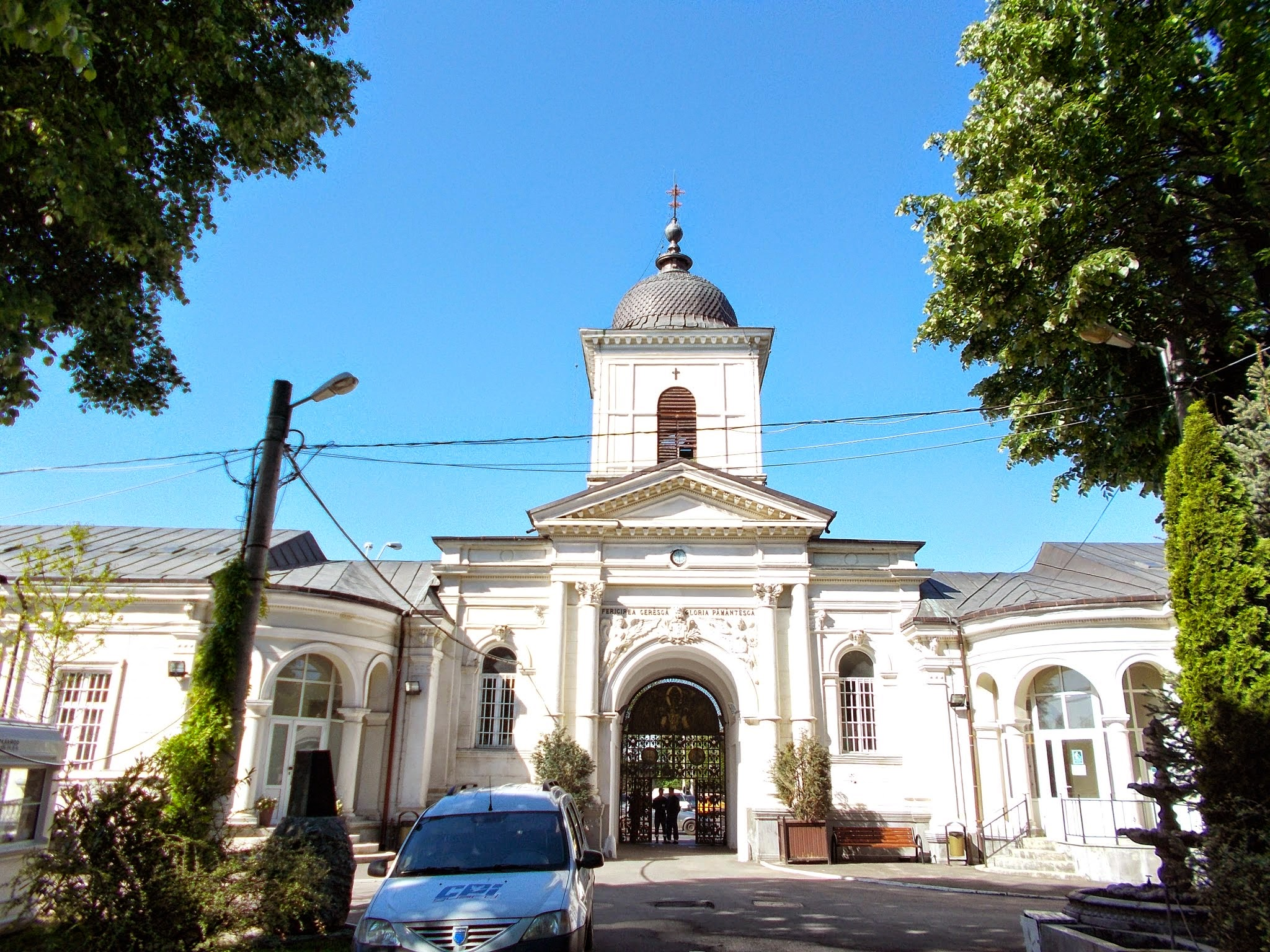
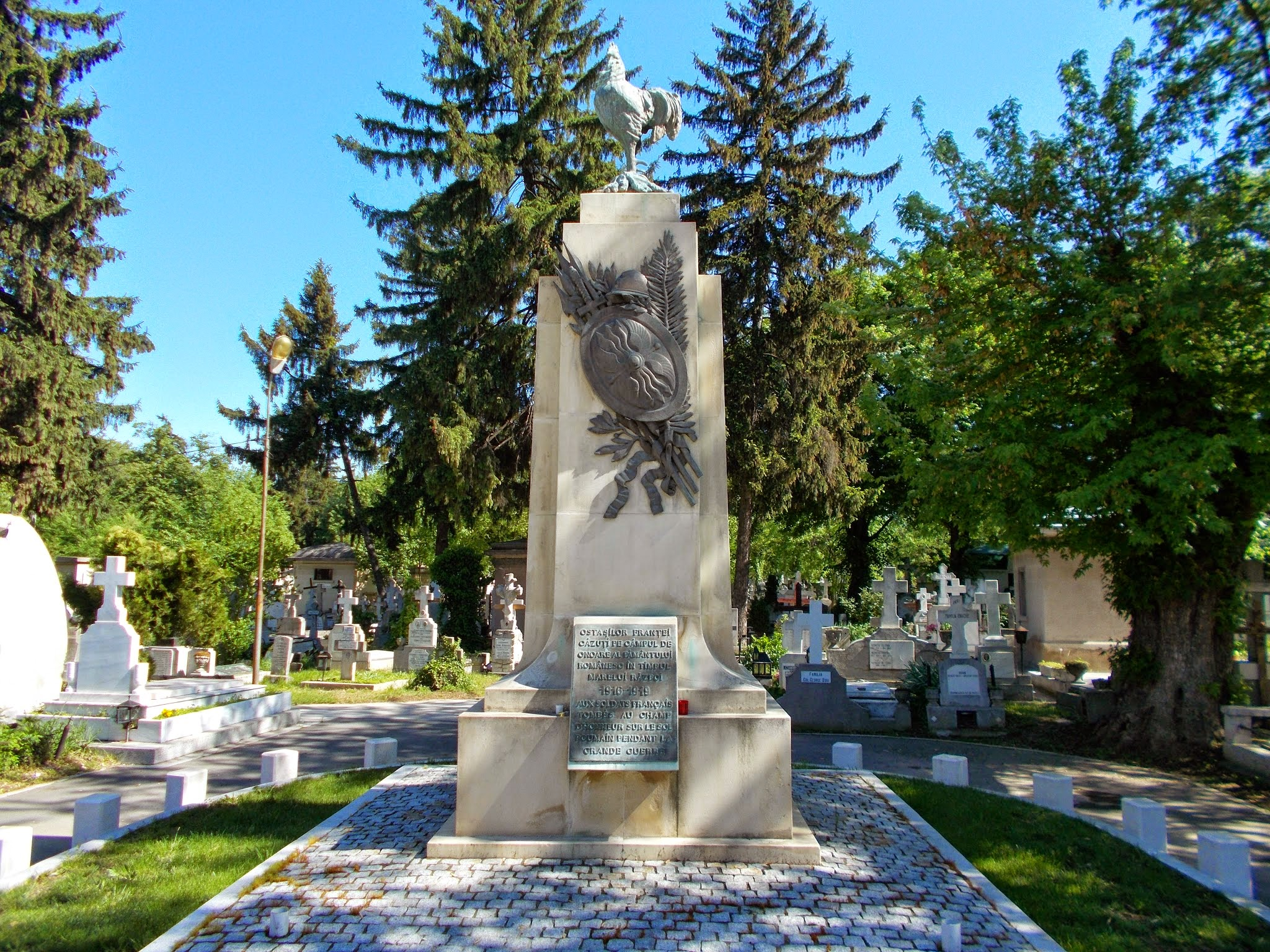
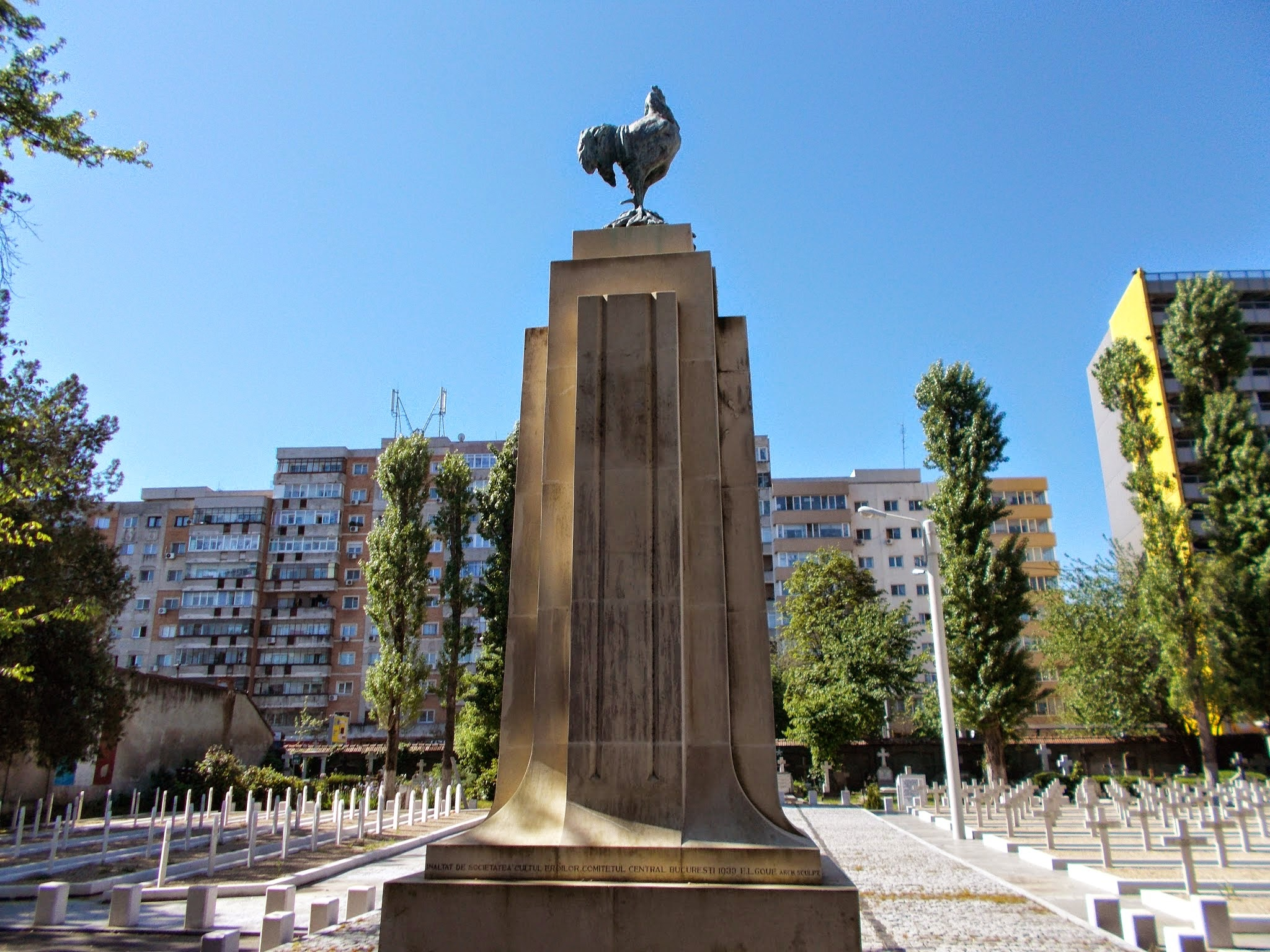
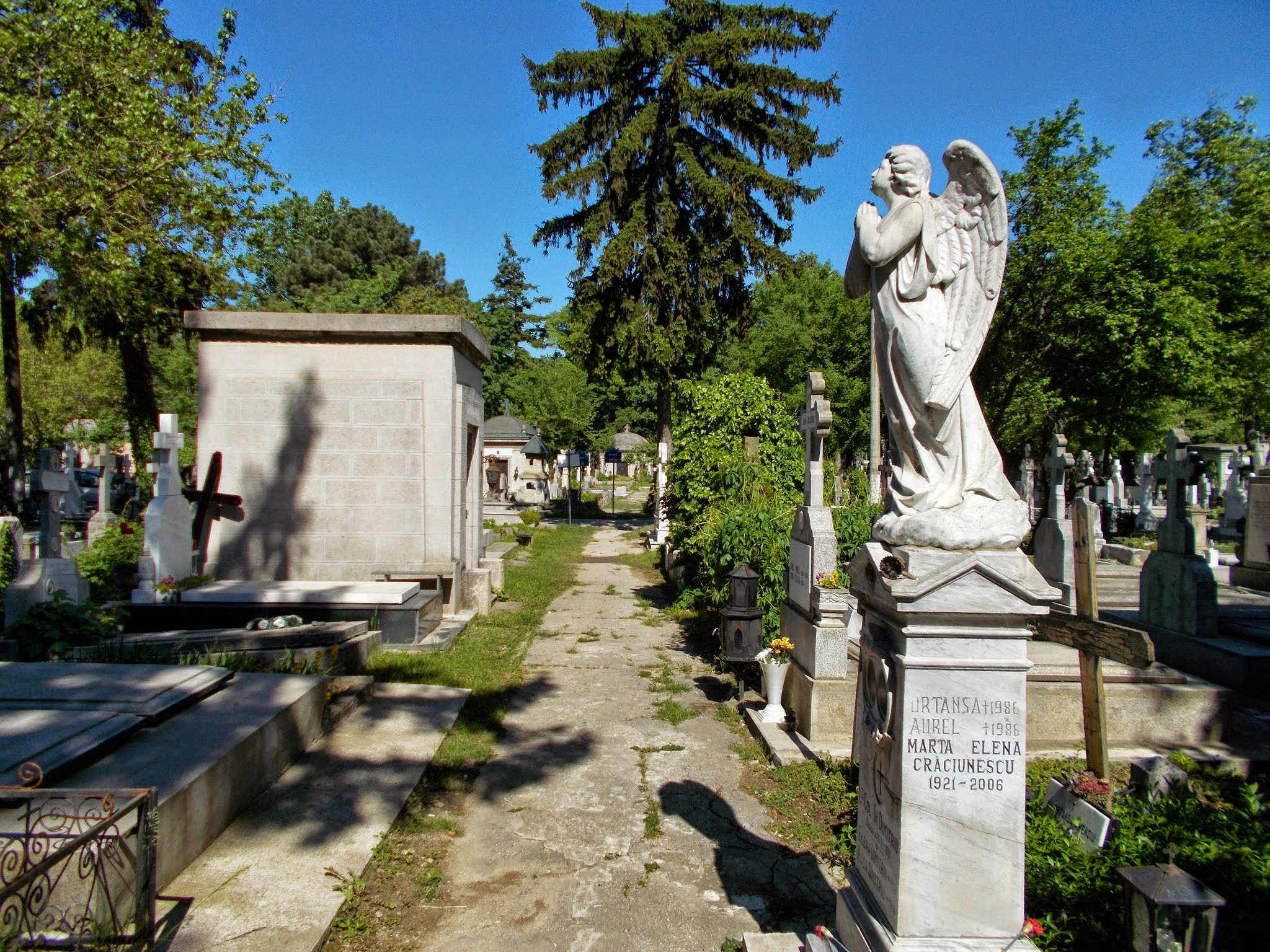
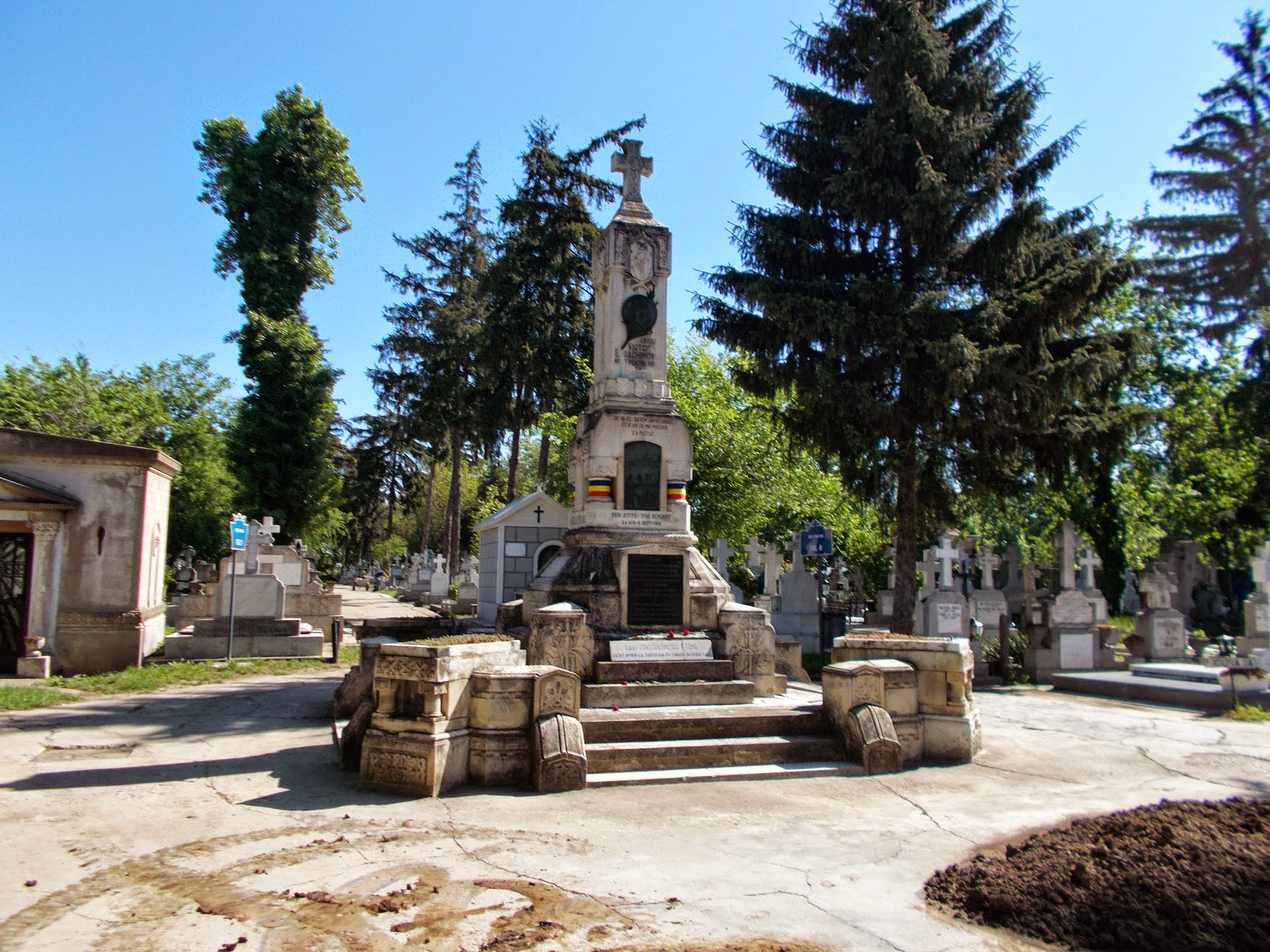
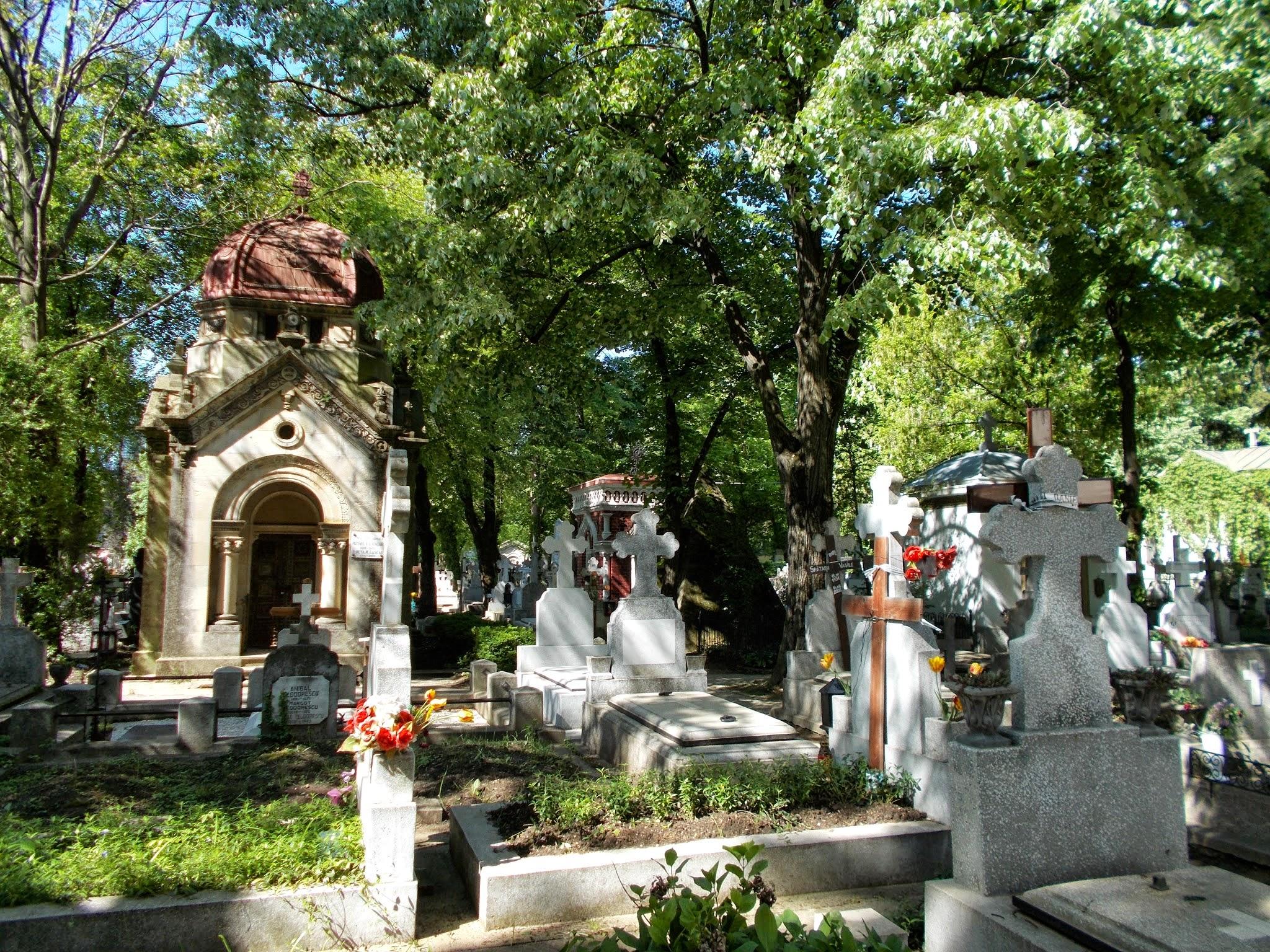
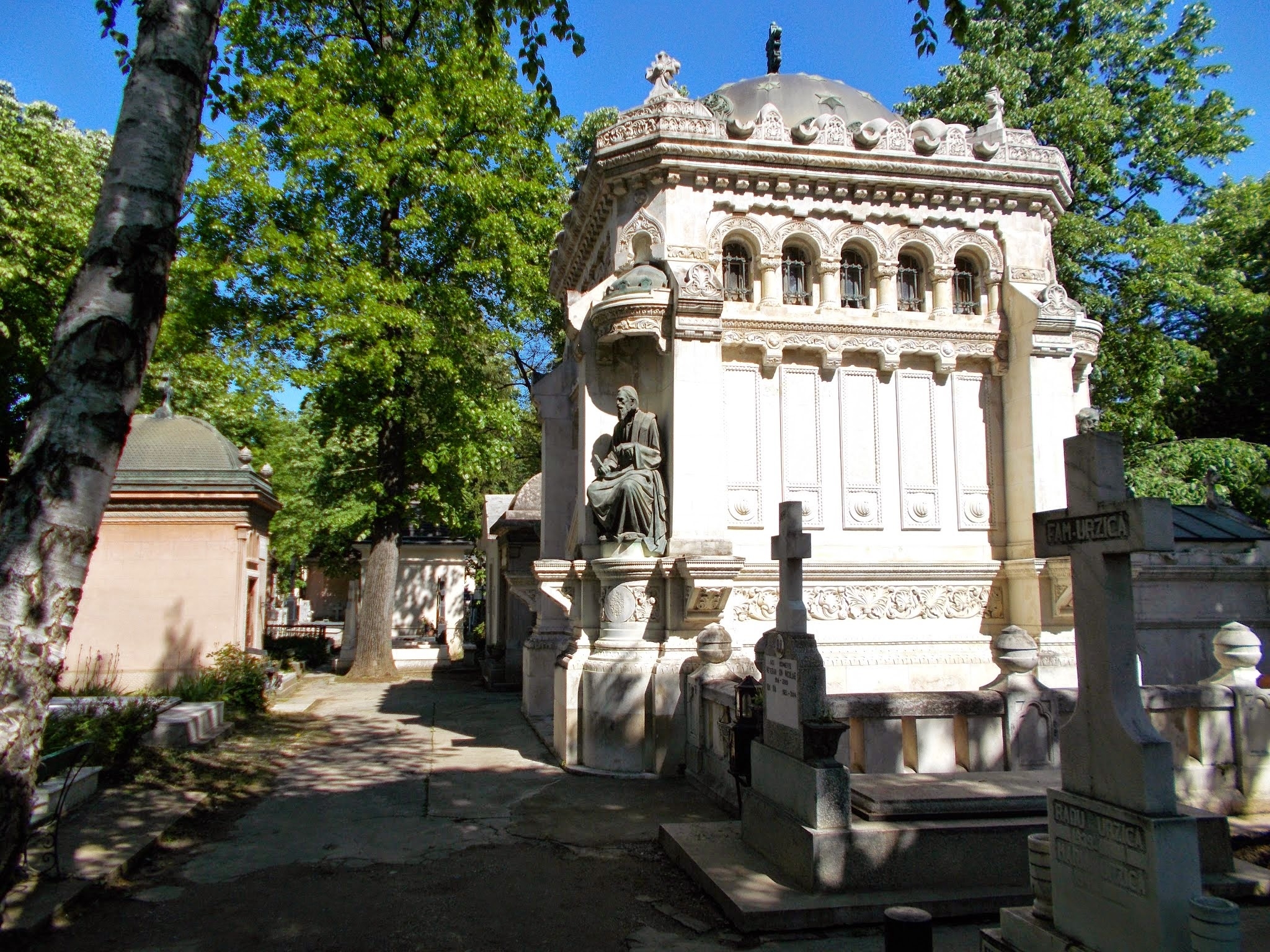
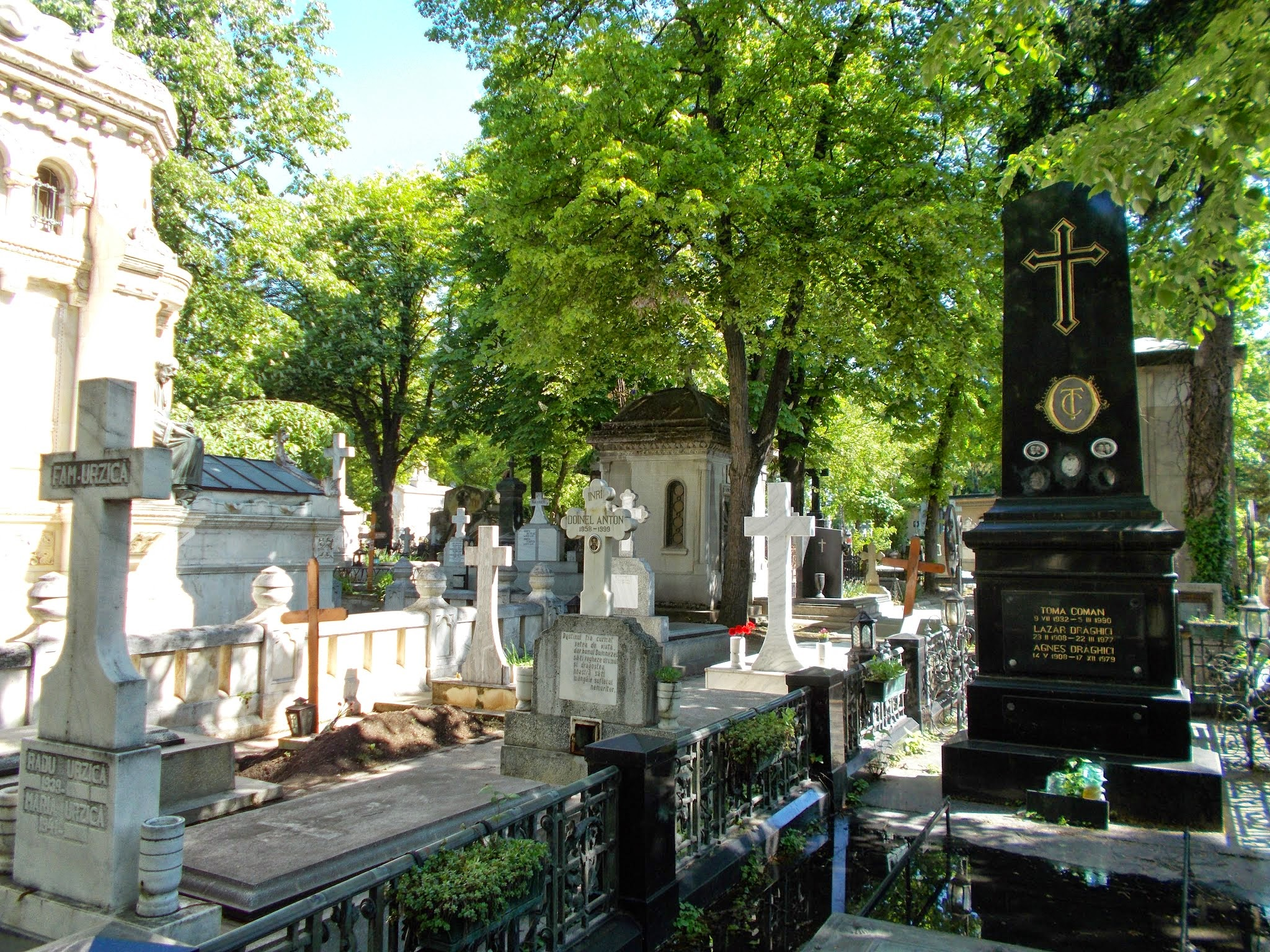
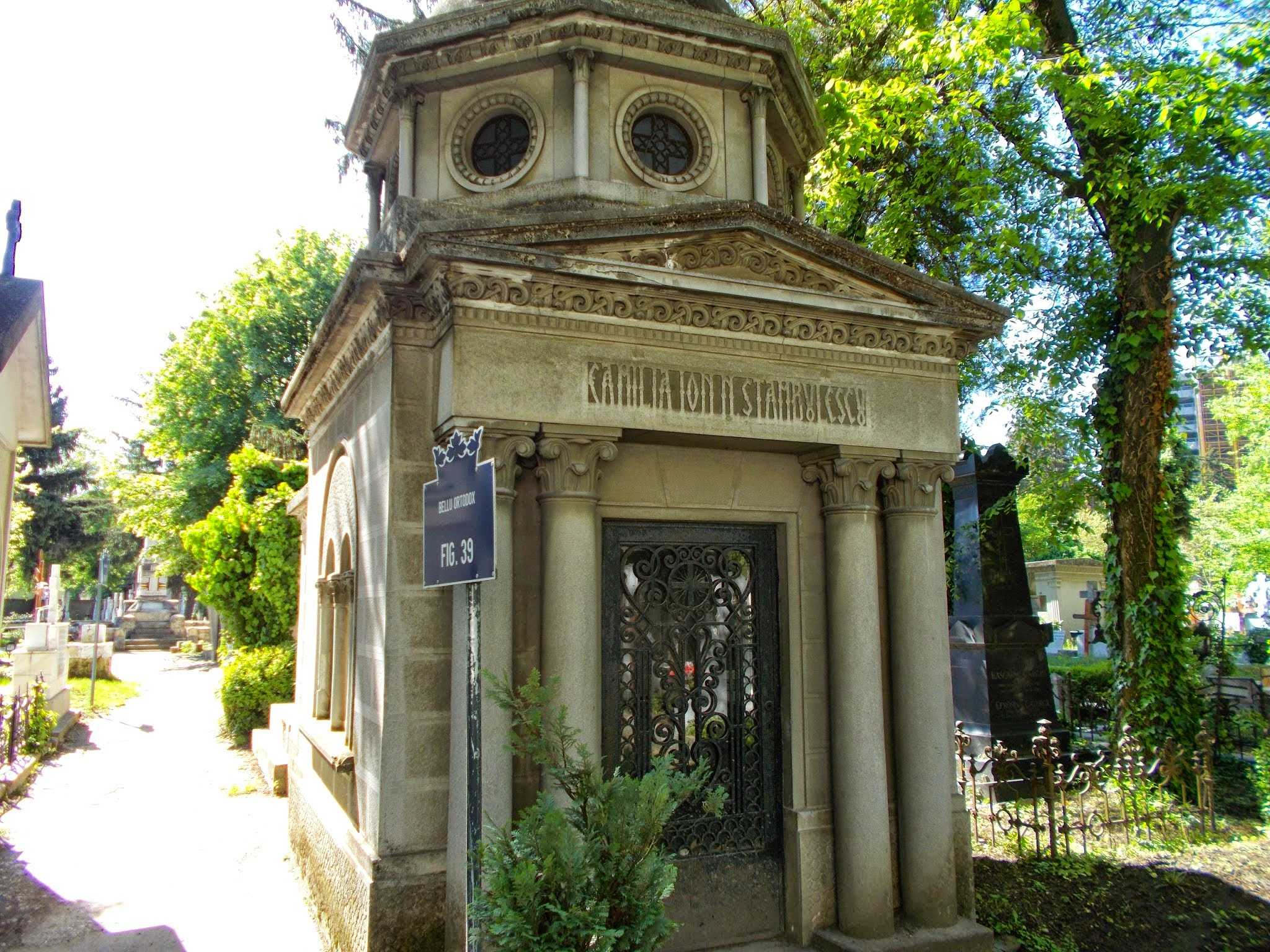
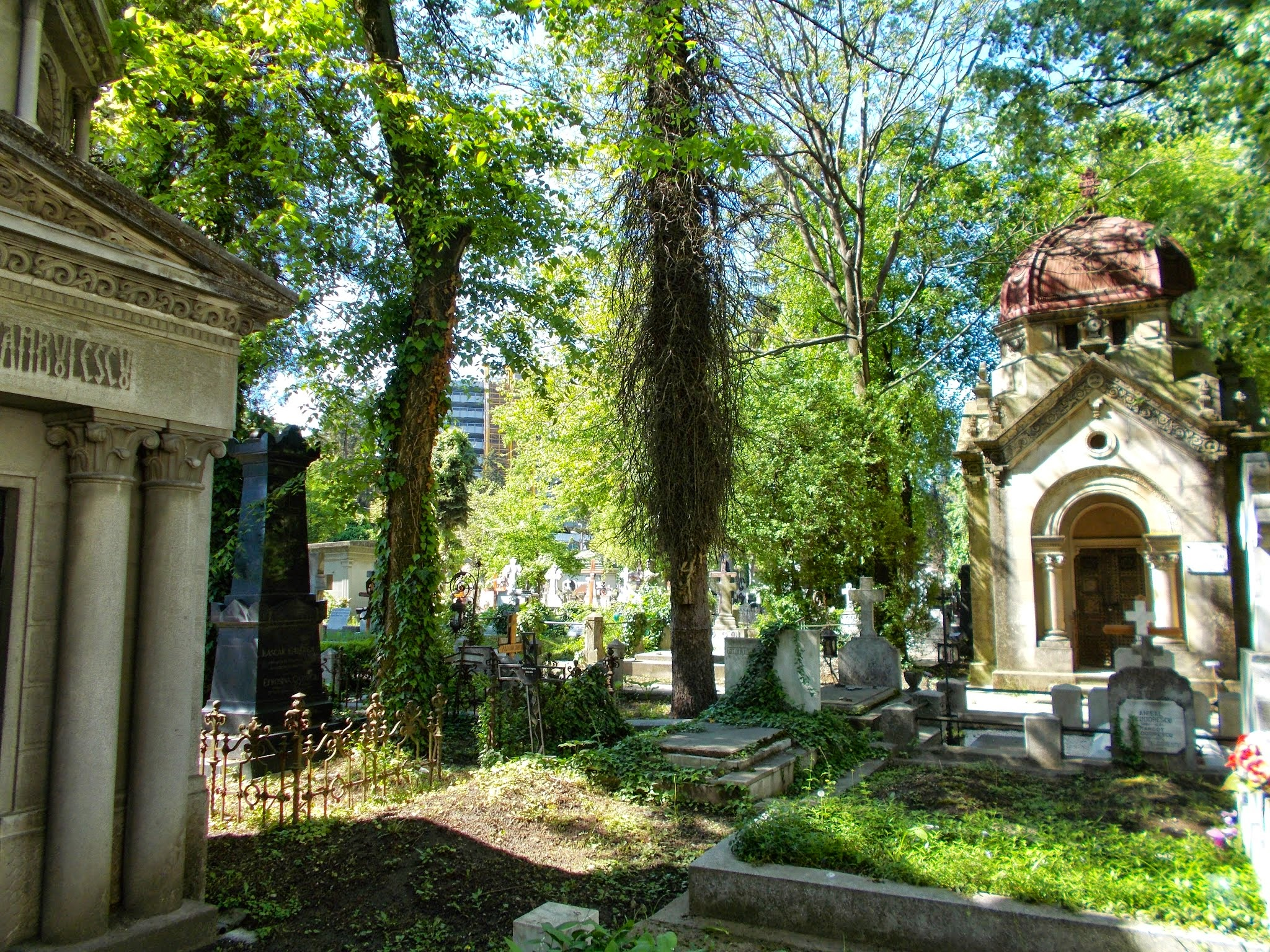
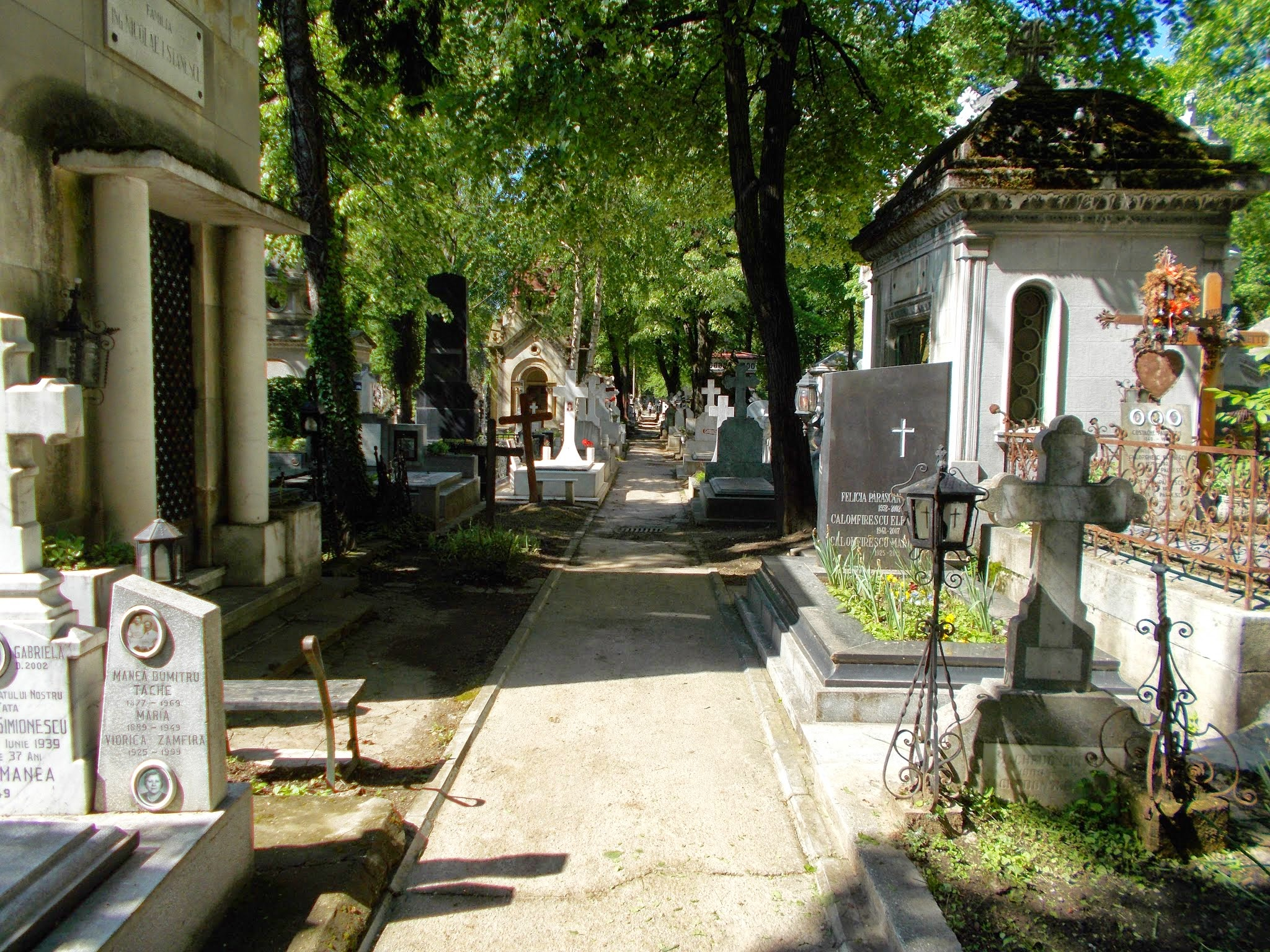
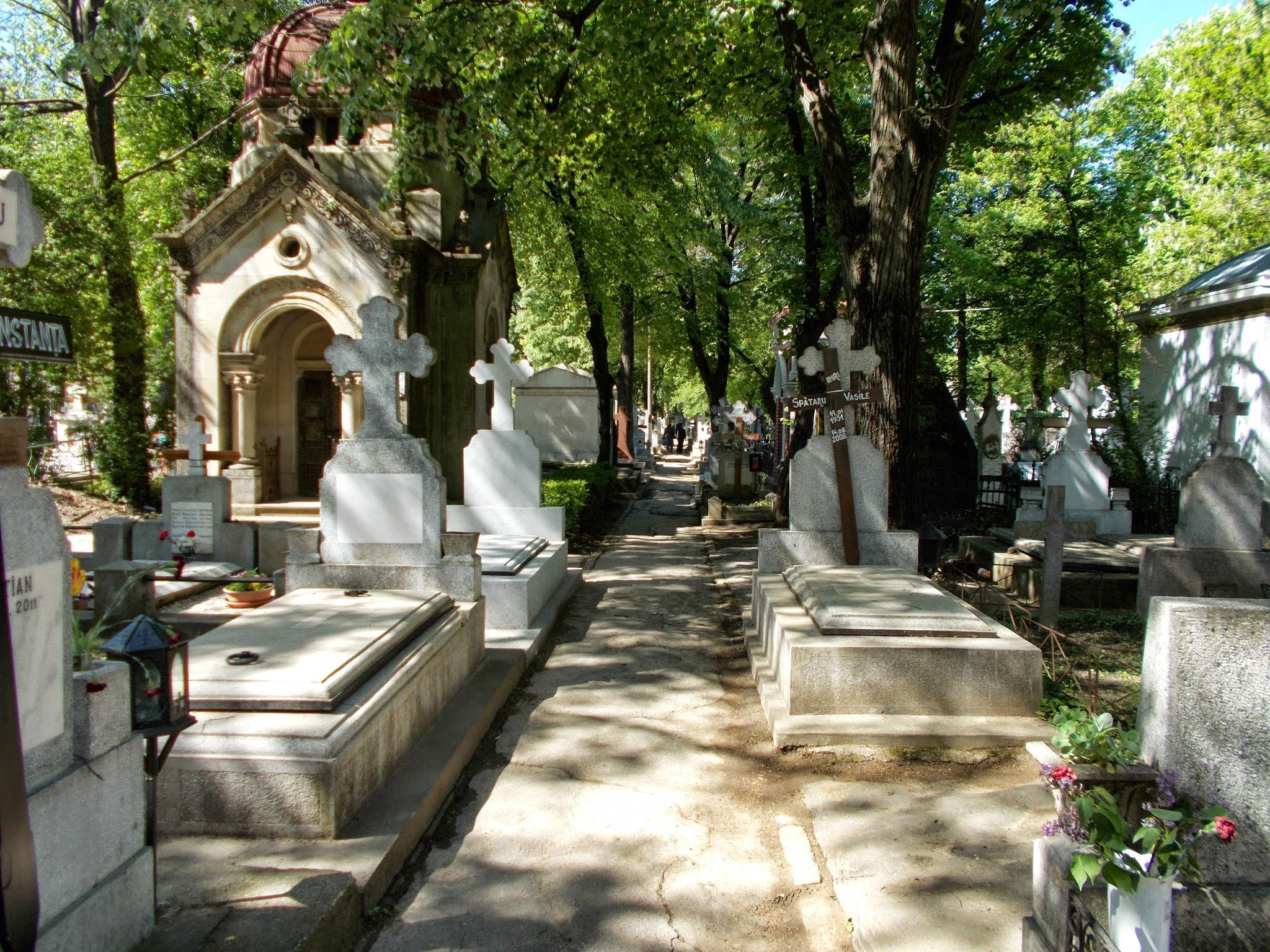
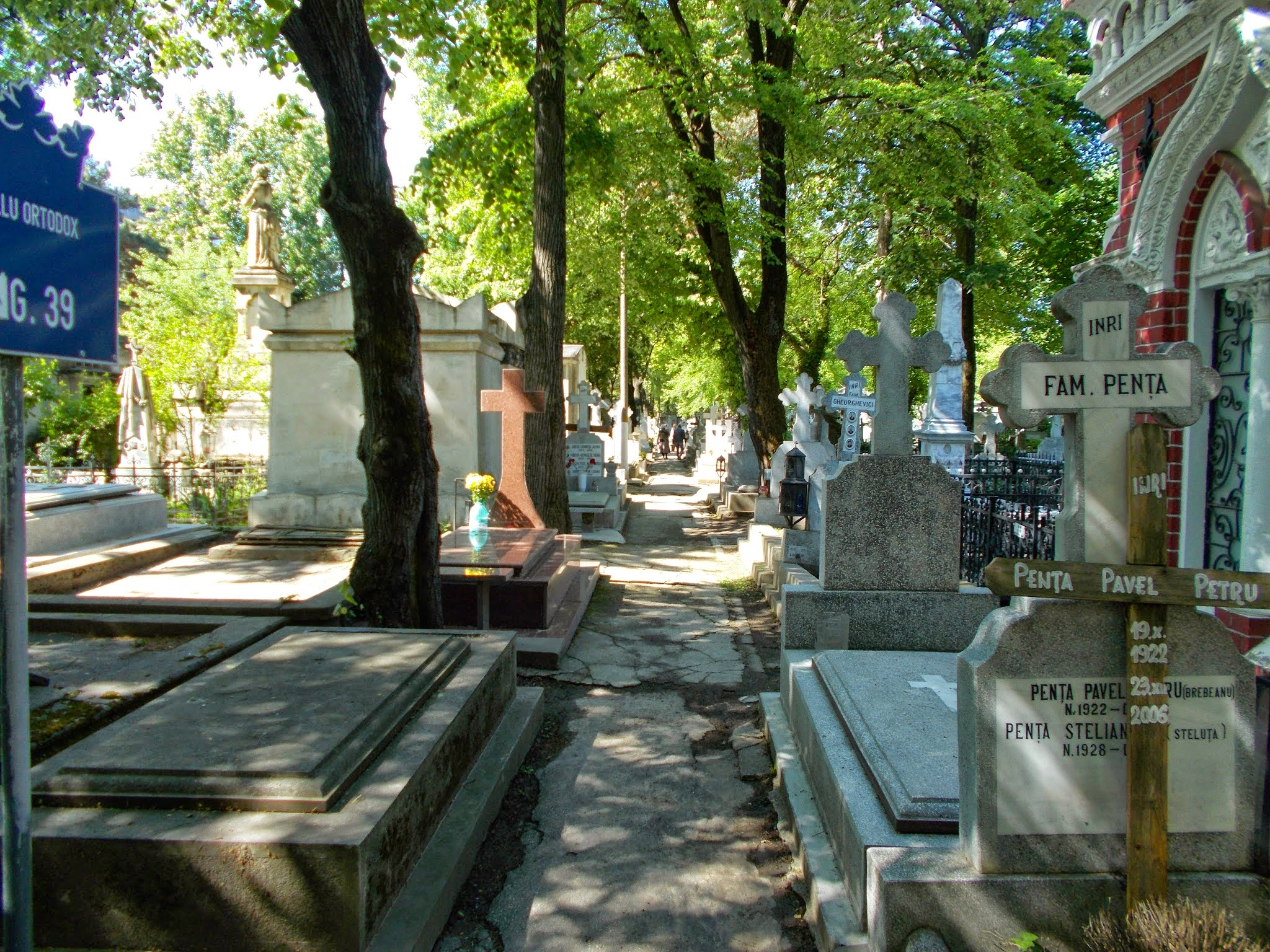
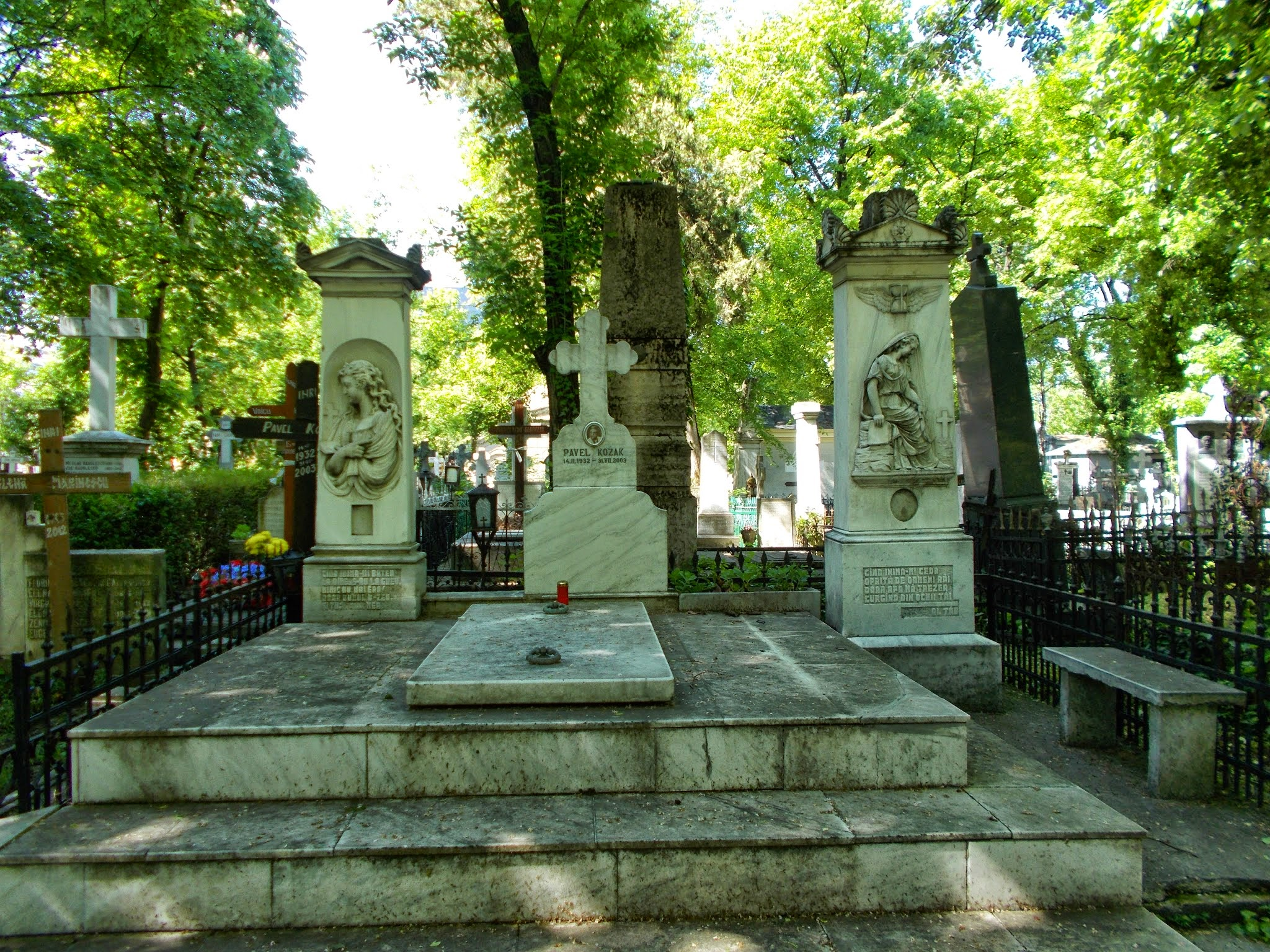
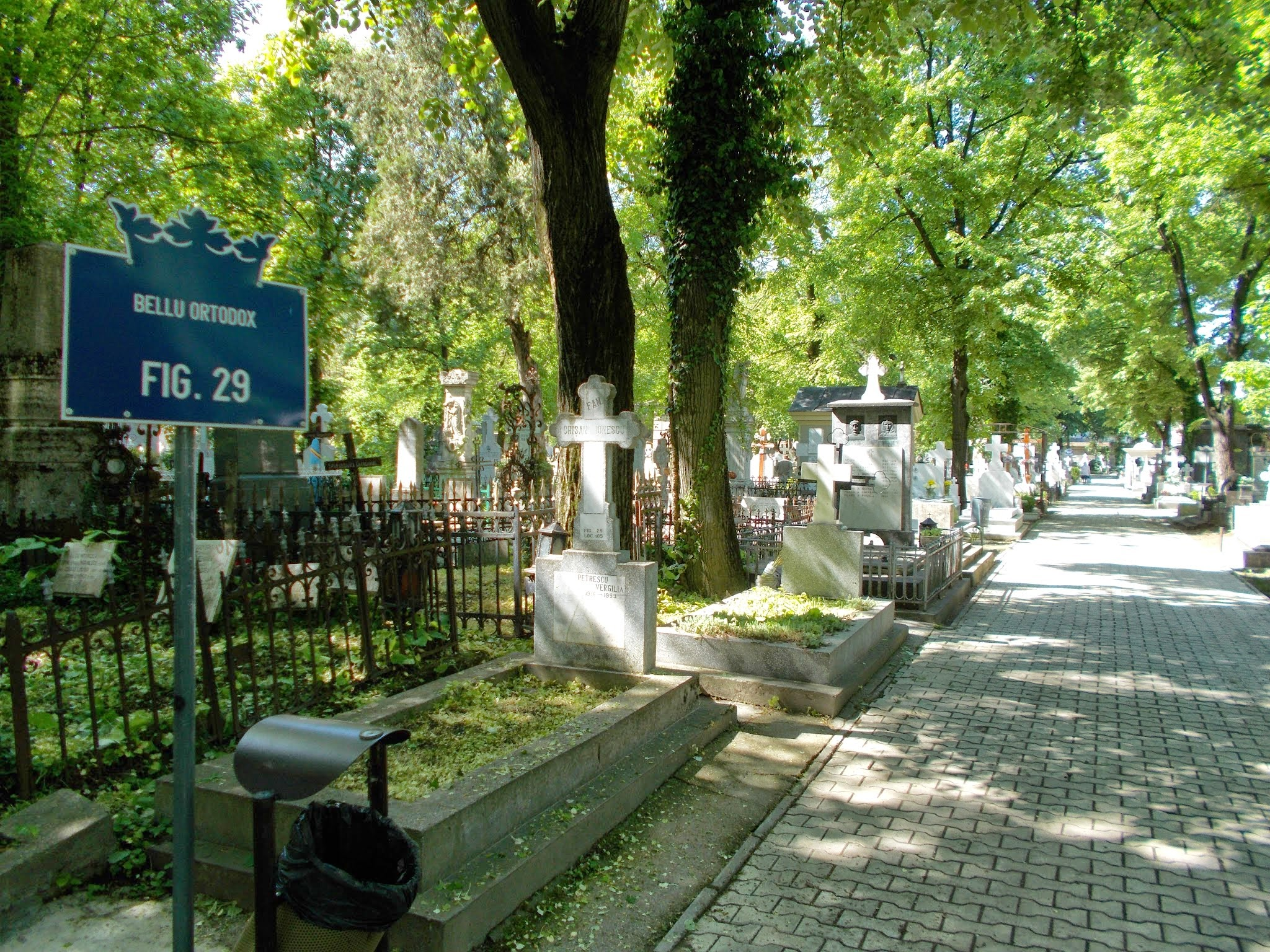
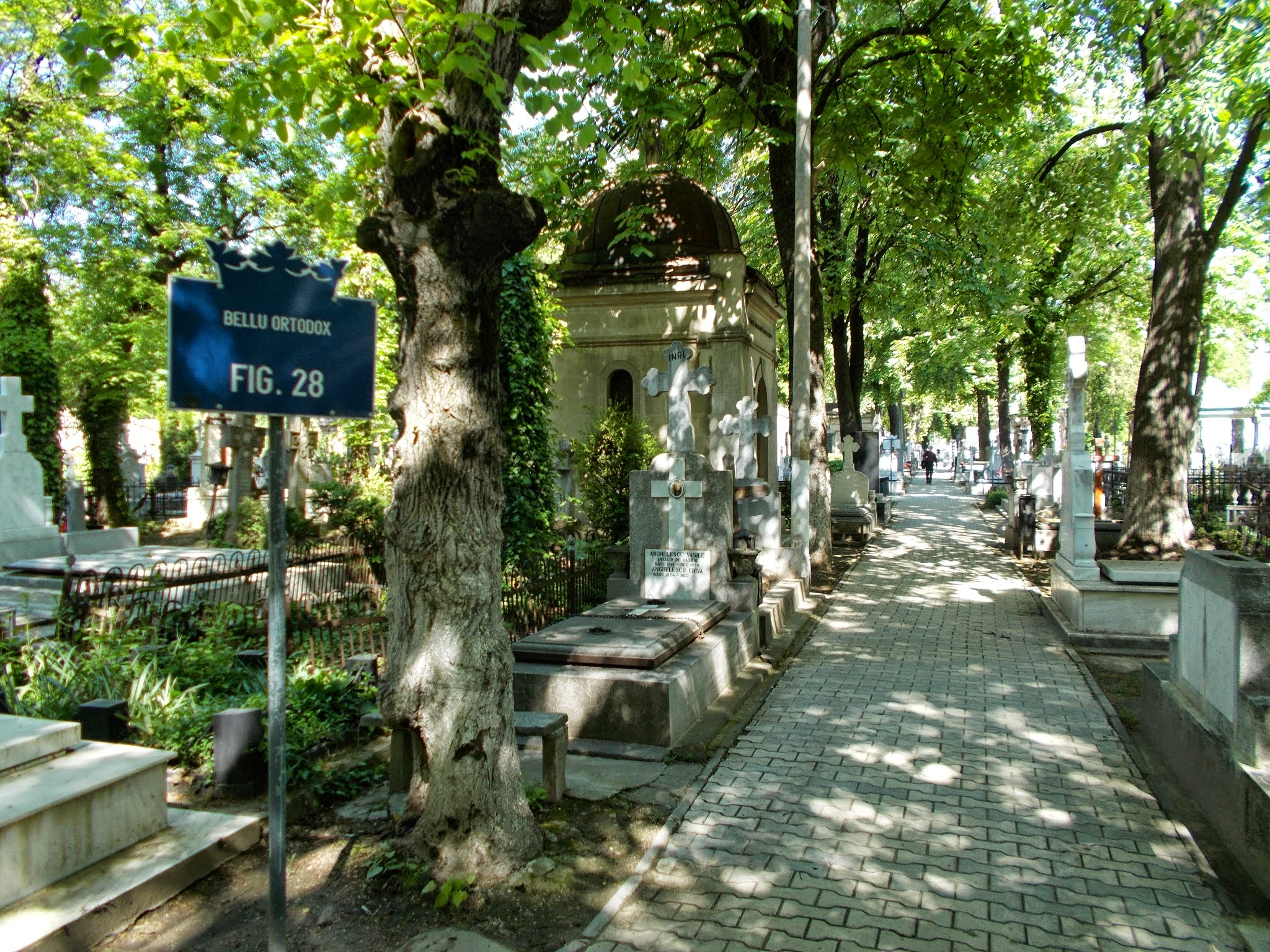